# Madis Laiv
Madis Laiv (ur. 1 czerwca 1937 w Tartu) – radziecki (estoński) kierowca wyścigowy.

## Sukcesy
Laiv zdobył tytuły mistrzowskie w następujących seriach:
- Estońska Formuła 1 – 1971[2]
- Estońska Formuła 2 – 1975[2]
- Estońska Formuła 3 – 1962, 1963, 1970[2]
- Puchar Pokoju i Przyjaźni – 1975[3]
- Sowiecka Formuła 1 – 1971[4]
- Sowiecka Formuła 2 – 1972, 1975[5]
- Sowiecka Formuła 3 – 1963[6]
- Sowiecka Formuła 4 – 1964[7]
- Sowiecka Formuła 5 – 1968[8]